# Modularer Synthesizer

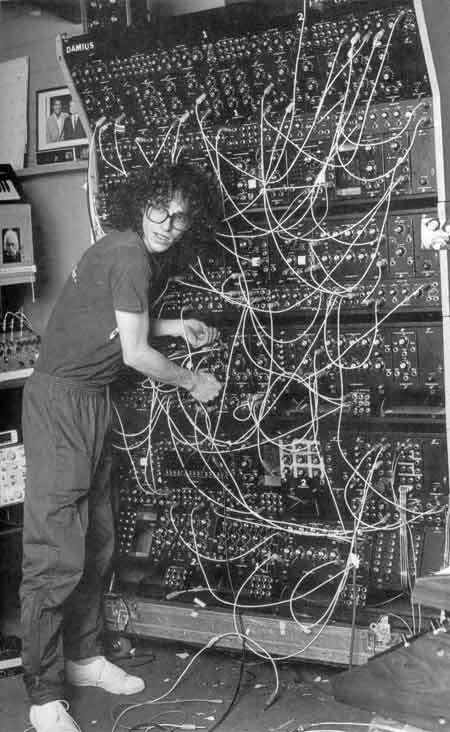
Steve Porcaro von „Toto“ mit einem modularen Synthesizer

Ein modularer Synthesizer ist ein elektronisches Musikinstrument, das aus einer Vielzahl von unterschiedlichen Komponenten (Modulen) bestehen, die durch Verkabelung die Erzeugung elektronischer Klänge ermöglichen. Hierbei können sowohl die Module selbst als auch ihre Anordnung im Signalweg beliebig gewählt werden. Auf Grund von weitestgehend standardisieren Schnittstellen ist die gemischte Verwendung von Modulen verschiedener Hersteller oder selbst gebauter Module möglich.
Der große Vorteil eines modularen Synthesizer ist die praktisch unbegrenzte Gestaltungsmöglichkeit des Klangs, ein entscheidender Nachteil, dass sich entsprechende Konfigurationen nur schwer reproduzieren lassen und ein modulares System in der Regel teurer als ein integriertes System ist.

## Funktionsweise
Es gibt Module zur Klangerzeugung (wie Oszillatoren und Rauschgeneratoren), Module zur Klangveränderung (wie Filter, Verstärker und Effekte) und solche zur Steuerung von Parametern anderer Module (wie Hüllkurvengeneratoren und Sequenzer). Die einzelnen Module werden über Kabel (Patchkabel) miteinander verbunden. Diese transportieren entweder ein hörbares Audiosignal oder eine Steuerspannung, mit der sich einzelne Parameter der Module in Echtzeit steuern lassen. Diese Parameter sind auch dem Musiker über Schalter und Regler zugänglich. Somit ist bei einer gegebenen Anzahl von Modulen eine Vielzahl von Verbindungsmöglichkeiten gegeben. Das endgültige Signal wird meist über einen Lautsprecher ausgegeben oder an ein Aufnahmegerät weitergegeben.

## Module

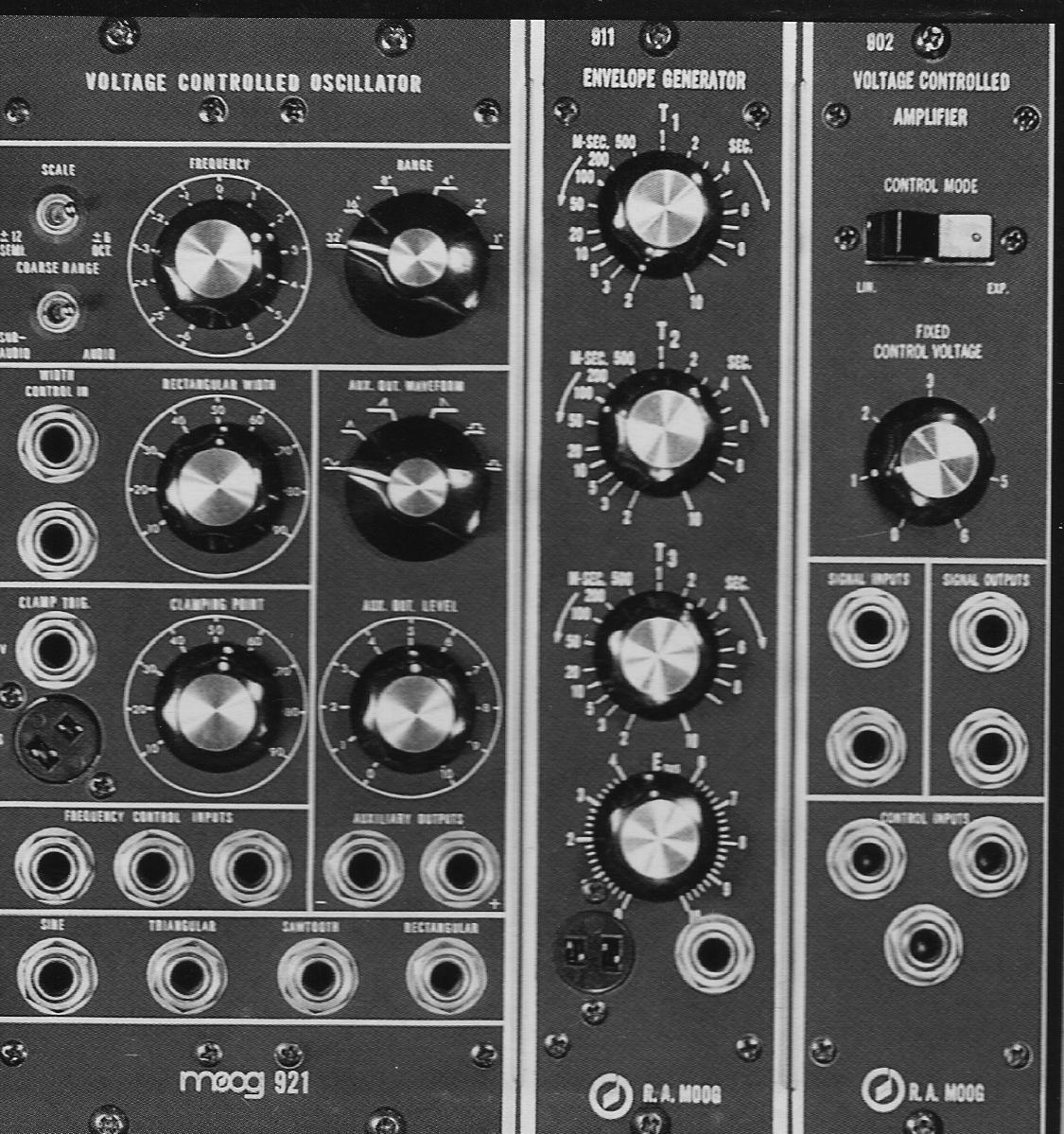
Module: VCO, Hüllkurvengenerator und VCA

Grundmodule eines modularen Synthesizers sind:
- Klangerzeuger (Generatoren im hörbaren Frequenzspektrum)
  - VCO – (englisch Abk. für: voltage controlled oscillator) – Spannungsgesteuerter Schwingungsgenerator, der verschiedene Wellenformen generieren kann. Neben einer Sinuswelle stehen für eine subtraktive Klangsynthese die besonders obertonreichen Signale wie Rechteck- und Sägezahnschwingungen zur Verfügung. Mögliche Parameter sind Frequenz und Pulsweite (englisch PWM)
  - Rauschgenerator (englisch Noise Generator) – erzeugt Farbiges Rauschen, zumeist weißes Rauschen
  - Wavetable-Synthesizer und Sampler – zum Wiedergeben gespeicherter Wellenformen bzw. Klänge
- Klangmanipulatoren (Filter und Effekte)
  - VCF – (englisch Abk. für: voltage controlled filter) – Spannungsgesteuertes Filter. Mögliche Parameter sind Grenzfrequenzen und Resonanzen.
  - VCP – (englisch Abk. für: voltage controlled phaser) – Spannungsgesteuerter Phaser
  - VCA – (englisch Abk. für: voltage controlled amplifier) – Spannungsgesteuerter Verstärker (Amplitude)
  - Mischer (englisch Mixer) – Zur Abmischung verschiedener Audio-Signale, aber auch Steuerspannungen.
  - DRC (englisch Abk. für: dynamic range compressor) – macht große Amplituden kleiner und kleine Amplituden größer
  - Wellenfaltungsmodul (englisch: wave folder) – faltet ein übersteuertes Signal zum Nullpunkt, anstatt dieses abzuschneiden, und erzeugt dabei Harmonische
- Niederfrequente Signalgeneratoren zur Manipulation von Parametern anderer Module
  - LFO (englisch Abk. für: low frequency oscillator) – Niedrigfrequenzoszillator für die Modulation von zum Beispiel VCO oder VCF
  - ADSR – Hüllkurvengenerator (englisch: attack time, decay time, sustain level, release time)
  - Sample and Hold (S&H) – regelmäßige Abtastung (Durch die Abtastung eines Rauschsignals lassen sich zum Beispiel Zufallssequenzen erzeugen.)
  - Sequenzer – zur Generierung einer Reihe musikalischer Noten in einer vorgegebenen oder zufälligen Reihenfolge
  - DIV (englisch: clock divider) – zum Teilen einer Eingangsfrequenz
- Elemente zur händischen Manipulation von Parametern anderer Module durch den Musiker
  - Regler und Schalter, die direkt in den Modulen verbaut sind oder separat als Modul vorhanden sind.
  - Joysticks und Touchpads, die die mehrdimensionale Steuerung von Parametern erlauben.
  - Tastaturen, die zum Beispiel über MIDI einen Klangerzeuger ansteuern können.

Jede elektronische Schaltung, die Spannungen verarbeitet, kann theoretisch (entsprechende Modifikationen vorausgesetzt) in einem modularen Synthesizer eingesetzt werden.

## Formfaktoren

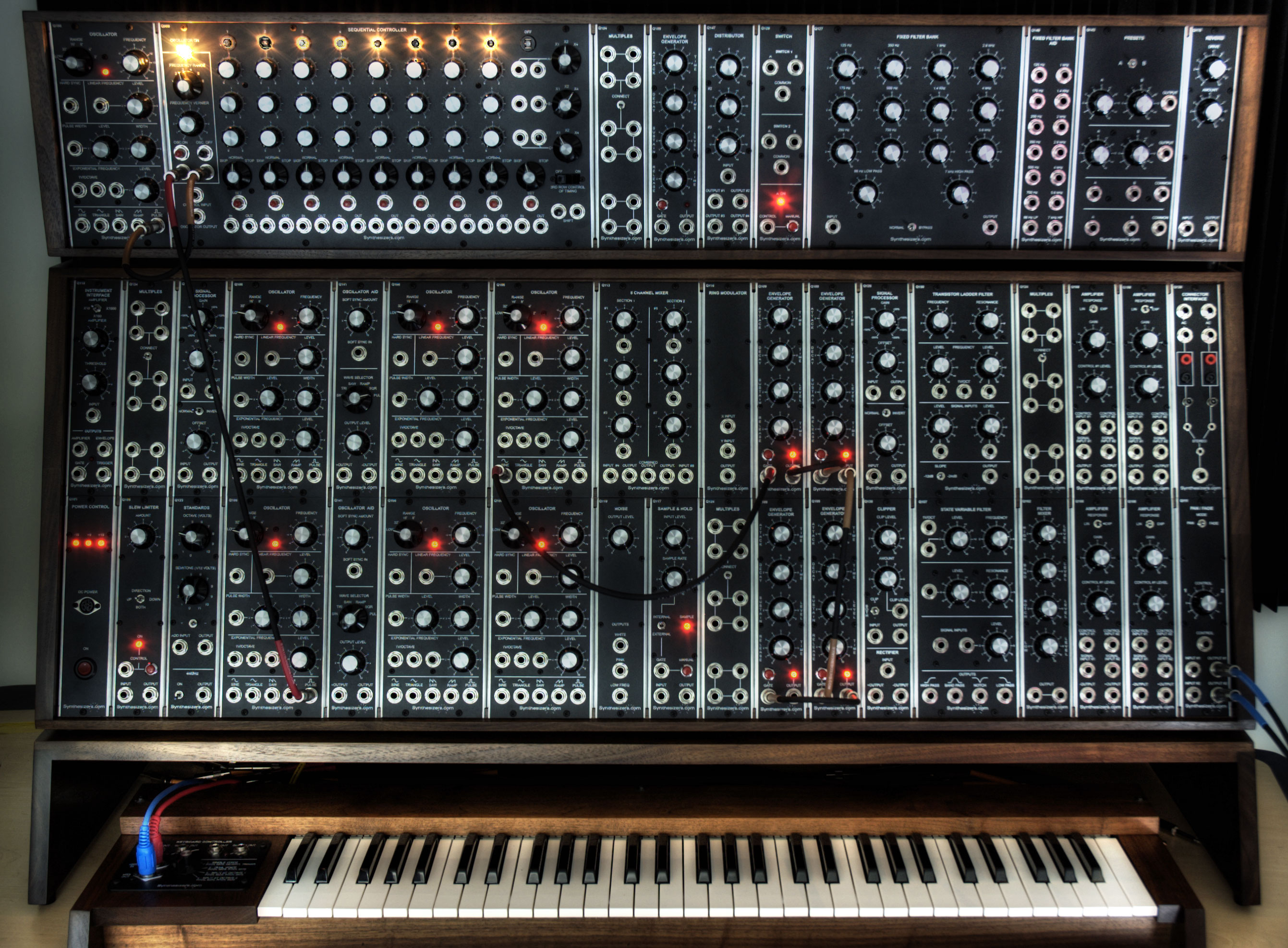
Modulsystem

Um eine praxistaugliche Verwendung zu ermöglichen, werden die einzelnen Module oft in Gehäuse, sogenannte Racks montiert. Um dabei eine umfassende Kompatibilität und Bedienungssicherheit zu erreichen, müssen allen Module eine gemeinsame Sprache sprechen. Dabei sind folgende Parameter zu berücksichtigen:
- Die geometrischen Abmessungen der Module müssen so gewählt werden, dass sie in ein gemeinsames Gehäuse verbaut werden können. Hierbei spielen in der Regel die Höhe und Tiefe der Module eine Rolle. Die Breite lässt sich dann nach Platzbedarf jedes Moduls breiter oder schmaler ausführen.
- Eine einheitliche Spannungsversorgung für alle im Gehäuse verbauten Module wird bereitgestellt.
- Die Spannungsbereiche und ihre Bedeutung müssen sowohl für das Audiosignal als auch für die Steuerspannung (CV für engl. „control voltage“) einheitlich sein, so dass Module gefahrlos beliebig miteinander verbunden werden können.
- Um einheitliche Kabel verwenden zu können, müssen alle Anschlüsse mit gleichen Buchse-Stecker-Typen ausgestattet sein.

Es haben sich folgenden Formfaktoren durchgesetzt.
- Eurorack: Beim Eurorack-Standard passen alle Module in entsprechende 3-HE-Rahmen und haben rückseitig Anschlüsse für Masse, 12 V, −12 V und optional 5 V. Die Steuerspannungen betragen in der Regel 0 bis 10 V. Zusätzlich bieten einige Gehäuse auch Schächte für 1-HE-Module. Diese sind dann breiter und ermöglichen den queren Einbau. Die Module werden mit Mono-Klinkensteckern von 3,5 mm Durchmesser verkabelt.
- Buchla: Die Module haben eine Höhe von 4 HE. Buchla verwendet sogenannte Tini-Kabel für Audio-Signale. Sie sehen den 3,5-mm-Klinkenkabel sehr ähnlich, sind aber leicht dicker und können bei Verwechslung die Buchsen anderer Geräte beschädigen. Für Steuersignale werden Bananenstecker verwendet.
- Moog: Diese Modularsysteme erinnern in Aussehen und Funktion oft an die alten großen Modularsysteme der 1960er und 1970er von Moog. Sie sind in der Regel konventioneller aufgebaut als die Module des Eurorack-Systems und werden mit einer Spannung von 15 V betrieben. Die Module haben eine Höhe von 5 HE und werden mit Klinkensteckern von 6,35 mm Durchmesser verkabelt.

Gehäuse gibt es auch in einer Breite von 19″, sodass sie mit anderen Geräten in 19″-Racks montiert werden können.

## Spannungsgesteuerte Parameter
Wesentliches Merkmal modularer Synthesizer ist die spannungsgesteuerte Manipulation einzelner Parameter eines Moduls. Die Steuerspannung kann – beispielsweise von einem Keyboard oder einem Sequenzer erzeugt – auf den CV-Eingang eines VCO gelegt werden, wobei eine Änderung der Steuerspannung eine Änderung der erzeugten Frequenz zur Folge hat. Weitere essenzielle Parameter sind die Filtereckfrequenz eines VCF oder die Verstärkungsrate des VCA. Die letzteren beiden werden in konventionellen Konfigurationen (auch Patches genannt) meist von Hüllkurvengeneratoren (oft auch als EG für engl. „envelope generator“ bezeichnet) angesteuert.
Als Industriestandard hat sich der von Moog eingeführte Steuerspannungsbereich von 0 bis 10 V etabliert. Für die Ansteuerung der VCO und VCF wurde darüber hinaus eine exponentielle Kennlinie der Steuerspannung zugrunde gelegt, was in einer Frequenzverdopplung pro Volt resultiert. Es gibt aber auch abweichende Steuerspannungsstandards, wie zum Beispiel bei den semi-modularen Synthesizern von Korg (wie MS-10, MS-20, MS-50), die mit einer Steuerspannung von −5 bis +5 V arbeiten. Für das Eurorack-System gibt es auch Module, bei denen der Spannungsbereich über Steckbrücken oder softwareseitig eingestellt bzw. umgeschaltet werden kann.
Weitere Steuerspannungen werden als „Gate“ und „Trigger“ bezeichnet und haben keine kontinuierliche Parameteränderung zur Folge, sondern dienen zum Schalten von Ereignissen. Das Gate-Signal beeinflusst die zeitliche Dauer eines Ereignisses, indem es für eine bestimmte Dauer den Parameter geschaltet hält. Dies kann zum Beispiel die Dauer einer gehaltenen Taste einer Tastatur sein. Das Trigger-Signal ist ein zeitlich kurzer aber immer gleich langer Impuls, der ein Ereignis einmalig auslöst, ohne auf den weiteren Verlauf Einfluss zu nehmen. Dies kann zum Beispiel der Startparameter eines Sequenzers sein, der nach einmaligem „antriggern“ eigenständig seine Funktion aufnimmt. Diese Steuerspannungen nutzen meist einen Wechsel von 0 auf 5 V.

## Berühmte Modular-Synthesizer
Neben dem Moog Modular, der unter anderem von Emerson, Lake and Palmer genutzt wurde, wurden die Systeme Roland System 100M, System 700, E-Mu Modular, ARP 2500, EMS Synthi 100, Synthi AKS, Synthi A sowie die Buchla-Module bekannt.
Populär wurde auch der Modular-Synthesizer namens „Formant“, dessen Bauanleitung in den 1970er Jahren – von Cyril Chapman verfasst – in mehreren Folgeartikeln im Elektronik-Magazin Elektor veröffentlicht wurde. Dies war dem Umstand geschuldet, dass kommerzielle Systeme seinerzeit für Hobbymusiker und Einsteiger praktisch unerschwinglich waren und der Selbstbau einiges an Kostenersparnis versprach, wenn auch bei der Qualität Abstriche hingenommen werden mussten.
Eine revidierte Bauanleitung des Formant-Synthesizers mit der Bezeichnung Formant-pro MSS2000 aus der Feder von Hans-Joachim Helmstedt erschien 2000. Da viele Bauteile mittlerweile nicht mehr erhältlich waren, enthielt sie diverse Anpassungen. Diesem Projekt war nur geringer Erfolg beschieden, da die Publikation mit vielen Fehlern abgedruckt wurde, was einen fehlerfreien Aufbau der Schaltungen für Elektronikanfänger nahezu unmöglich machte. Das Projekt wurde eingestellt.

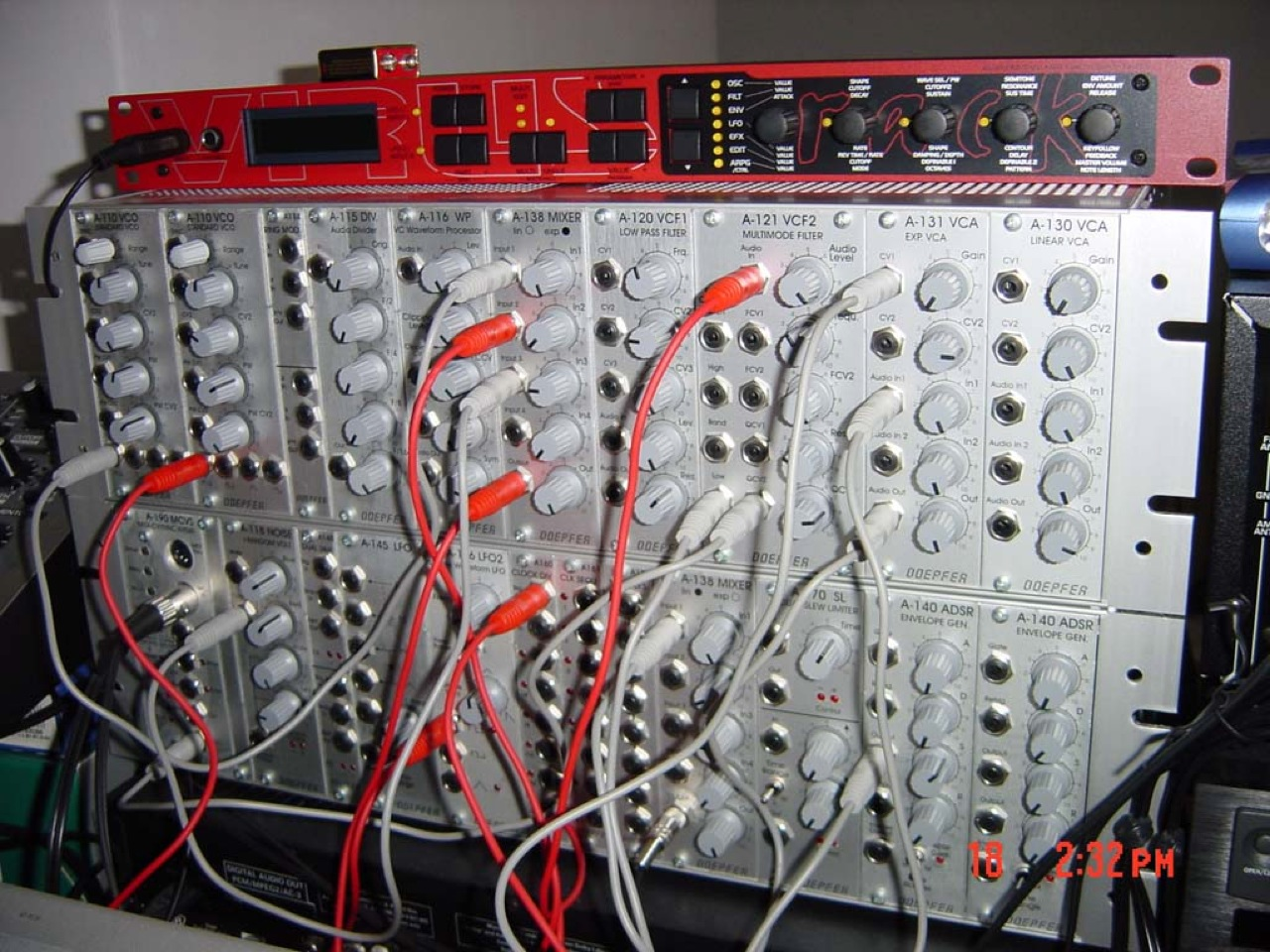
Doepfer A-100 Synthesizer

1996 führte Doepfer den modularen Synthesizer A-100 ein. Die Baugröße dieses Systems basiert auf Standards der Labor- und Messtechnik und wurde bald als Eurorack bekannt. Die Offenlegung wichtiger Details wie Stromversorgung, interner Verkabelung etc. ermöglichte es Drittanbietern, zum A-100 kompatible Module anzubieten, was bis heute zu einem nahezu unüberschaubaren Angebot und letztendlich zur Wiederbelebung der ursprünglich extrem teuren Modulsynthesizer geführt hat.

## Modulentwicklung
Der Selbstbau von modularen Synthesizern nach Bausätzen oder Schaltplänen ist sowohl unter Laien als auch unter professionellen Musikern beliebt. Viele Hersteller bieten neben den fertig aufgebauten Modulen baugleiche oder leicht abgewandelte Versionen als Bausatz an. Die Bausätze sind teilweise deutlich günstiger als die fertig aufgebaute Version. Grund sind die geringen Stückzahlen der Hersteller. Die dadurch bedingten hohen Produktionskosten, bei verhältnismäßig geringen Materialkosten (standardisierte elektronische Bauteile etc.) machen einen Selbstbau wirtschaftlich.
Im Internet existieren zahlreiche Seiten, die Anleitungen und Unterstützung in Form von Foren bieten. Teilweise werden von den Belichtungsvorlagen für die Platinenlayouts über Verdrahtungspläne bis hin zur Stückliste alle zum Nachbau benötigten Unterlagen angeboten oder kostenfrei bereitgestellt.
Einige Hersteller von Modulen stellen die Daten ihrer Produkte unter Open-Source-Lizenzen (meist Creative Commons) zur Verfügung. Diese Daten beinhalten zum Beispiel das Platinenlayout, CAD-Daten zur Gestaltung der Frontplatten, Quellcode für Mikrocontroller, sowie die Bauteillisten. Diese Module können dann unter Einhaltung der Lizenzbedingungen produziert werden. Je nach Lizenzbedingungen dürfen die Module sogar verändert und das daraus resultierende Produkt verkauft werden, gegebenenfalls unter Namensnennung des ursprünglichen Lizenzgebers.
Grundsätzlich kann auch die Entwicklung von Modulen selbst vorgenommen werden. Die benötigten Schaltungen entsprechen in der Regel einfachen Grundschaltungen der Elektronik und Signalverarbeitung.

## Bausätze

### Teilweiser Selbstbau auf Basis fertiger Platinen und Frontplatten
Da die eigene Herstellung von Platinen und Frontplatten verhältnismäßig aufwändig ist, bieten einige Hersteller fertige Platinen und passende Frontplatten in professioneller Qualität zum Kauf an. Der Käufer muss dann nur noch anhand von Bauteillisten die nötigen Komponenten (zum Beispiel Widerstände, Kondensatoren, Buchsen, Potentiometer, Steckleisten, Leuchtdioden, integrierte Schaltungen und Mikrocontroller) beschaffen und den für den Hersteller arbeitsaufwändigen und kostenintensiven Teil der Bestückung, des Verlötens, des Kalibrierens, des Testens und der Fehlersuche samt Korrektur selbst übernehmen.

### Selbstbau auf Basis von Komplettbausätzen
Eine andere Variante sind komplette Bausätze, bei denen auch die Bauteile schon mitgeliefert werden. Es gibt einige Hersteller von Synthesizer-Modulen (meist für das Eurorack-System), die ihre Produkte nur als Komplettbausatz anbieten. Diese Variante des Selbstbaus bietet sich auch für Anfänger an, da Bausätze in allen Schwierigkeitsgraden erhältlich sind. Beginnend bei Modulen, an denen nur wenige Bauteile aufgelötet werden müssen, reicht die Komplexität bis hin zu Modulen mit mehreren Hundert Bauteilen. Komplettbausätze sind meist nur direkt bei den Herstellern (auch im Ausland) oder bei spezialisierten Händlern zu finden.

## Gehäuse
Für alle modularen Synthesizer werden Gehäuse benötigt, die die Module vor Staub schützen und durch ihre Fixierung leichtes Umstecken der Patchkabel ermöglichen. Neben komplett auf- und ausgebauten Gehäusen sind auch Sets aus fertigen Komponenten erhältlich, in die nur noch mitgelieferte Komponenten wie Netzteil, Busplatine oder Bus-Flachbandkabel eingebaut werden müssen.
Wie auch bei Modulen kann der Selbstbau eines Gehäuses einen beliebigen Komplexitätsgrad erreichen. So werden Gehäuse von Nutzern auch komplett selbst gebaut. Gründe hierfür sind einerseits die hohen Preise fertiger Gehäuse, aber auch gewünschte spezielle Abmessungen und die leichtere handwerkliche Umsetzung, die gerade Einsteiger zum Selbstbau motiviert. Dieser umfasst meist nur das Gehäuse selbst und die Spannungsversorgungen der Module im Niederspannungsbereich. Durch die Verwendung fertiger Netzteile mit entsprechenden Schutzeinrichtungen oder geschlossenen Steckernetzteilen wird die Gefahr eines Stromunfalls reduziert. Für die Spannungsverteilung kommen entweder Platinen oder Flachbandkabel mit mehreren Steckverbindern zum Einsatz. Flachbandkabel werden meist nur in kleinen Gehäusen verwendet. In größeren Gehäusen werden Busplatinen (englisch „Busboard“) verwendet, über die auch größere Ströme bewältigt werden können. Ein weiterer Vorteil einer Busplatine ist die Fixierung mittels Schrauben an der Gehäuserückwand, so dass die spätere Bestückung oder das Wechseln von Modulen einfacher ist. Mittlerweile verwenden die meisten Hersteller auf den Busplatinen spezielle Buchsenleisten mit verpolungssicheren Pfostenwannen, so dass ein falsches Einstecken nicht mehr möglich ist.
Einige Bussysteme ermöglichen auch die Verteilung von Steuersignalen zwischen den Modulen. Bei entsprechender Unterstützung auf Modulseite spart dies Patchkabel auf der Frontplatte. Dies erhöht die Übersicht, widerspricht aber auch dem grundlegenden Prinzip eines frei konfigurierbaren Aufbaus.

## Halbmodulare Synthesizer

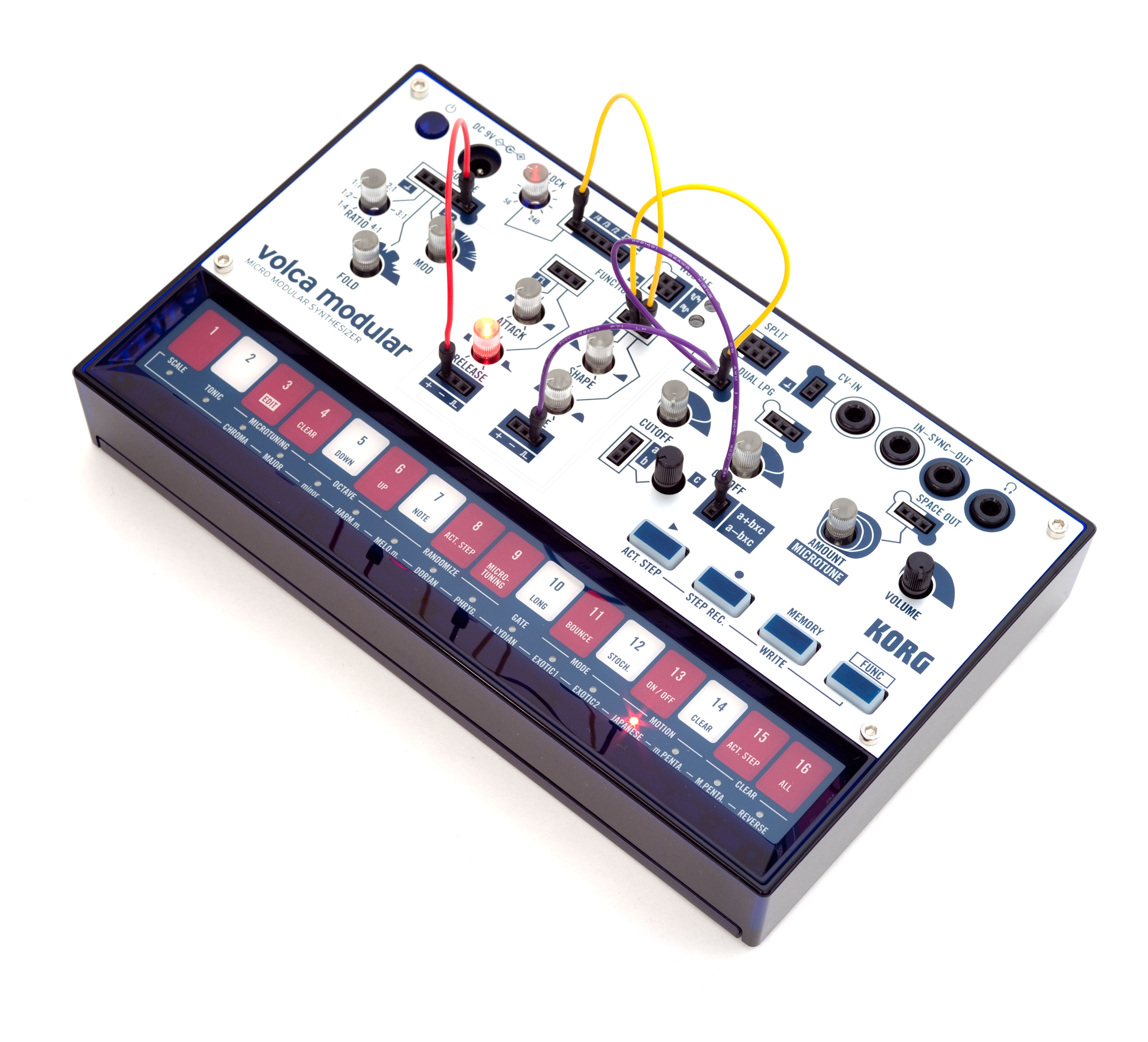
Der Volca Modular, ein kompakter halbmodularer Synthesizer

Ein halbmodularer Synthesizer ist eine festverbaute Auswahl von Modulen eines einzelnen Herstellers, die nicht ausgetauscht werden können und in einer typischen Konfiguration vorverdrahtet sind. Die Module sind normalerweise nicht trennbar und können physisch Teile einer zusammenhängenden Leiterplatte sein. Der Hersteller stellt jedoch Mechanismen bereit, die es dem Benutzer ermöglichen, Module in unterschiedlicher Reihenfolge anzuschließen und häufig externe Komponenten oder Module (vom Benutzer ausgewählt und bereitgestellt) mit dem Instrument zu verbinden.

### Patch-Override-Systeme
Die verschiedenen Module eines halb-modularen Synthesizers sind in einer typischen Konfiguration miteinander verkabelt, können jedoch vom Benutzer mithilfe von Patchkabeln neu verkabelt werden. Einige Beispiele sind ARP 2600, Anyware Semtex, Cwejman S1, EML101, Evenfall Minimodular, Future Retro XS, Korg MS-20, PS-3300, Mungo State Zero, Roland System 100, Korg Volca Modular und Moog Mother-32.

### Matrixsysteme

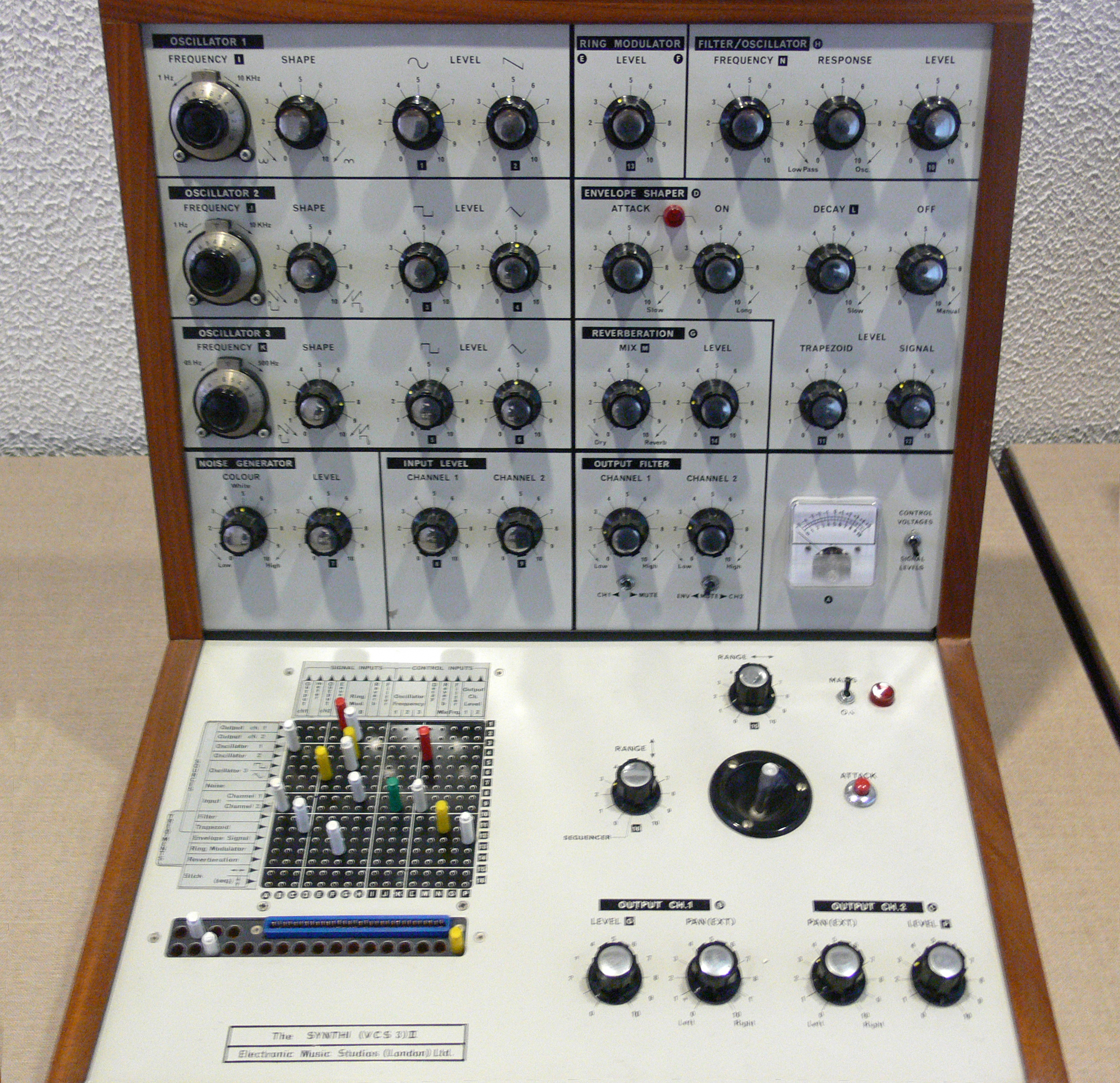
EMS Synth (VCS 3) II

Matrixsysteme verwenden Pin-Matrizen oder andere Koppelpunktschalter anstelle von Patchkabeln. Der ARP 2500 war der erste Synthesizer, der eine feste Schaltmatrix verwendete. Die Pin-Matrix wurde im EMS VCS 3 und seinen Nachfolgern wie dem EMS Synthi 100 populär gemacht. Weitere Systeme sind der ETI 4600 und der Maplin 5600. Das klare logische Layout dieser Matrizen hat eine Reihe von Herstellern wie Arturia dazu inspiriert, digital programmierbare Matrizen in ihre analogen oder virtuell-analogen Synthesizer aufzunehmen. Viele volldigitale Synthesizer, wie der Alesis Ion, nutzen die Logik und Nomenklatur einer „Modulationsmatrix“, auch wenn das grafische Layout einer Hardware-Matrix völlig fehlt.

### Elektronisch rekonfigurierbare Systeme
Rekonfigurierbare Systeme ermöglichen die Weiterleitung bestimmter Signale durch Module in unterschiedlicher Reihenfolge ohne Verwendung von Patchkabeln. Beispiele hierfür sind die Oberheim Matrix und Rhodes Chroma sowie Moog Voyager.

## Modulare Software-Synthesizer
Als kostengünstige Alternative können auch modulare Software-Synthesizer zum Einsatz kommen. Diese simulieren in Hardware implementierte Synthesizer-Module. Beispiele sind Reaktor Blocks von Native Instruments und Max/MSP von Cycling '74.